# 賀見畑村
賀見畑村（かみばたそん）は、山口県玖珂郡にあった村。現在の岩国市美和町にあたる。

## 地理
- 山岳 ： 上田山
- 河川 ： 小郷川

## 歴史
- 1889年（明治22年）4月1日 - 町村制の施行により、生見村・下畑村・阿賀村の区域をもって発足。
- 1955年（昭和30年）4月1日 - 秋中村と合併して美和村が発足。同日賀見畑村廃止。